# Gara Montparnasse (Melancolia plecării)
 Gara Montparnasse (Melancolia plecării)  (în original, în italiană, La stazione di Montparnasse - 1914) este o pictură a pictorului metafizic (ulterior suprarealist) italian Giorgio de Chirico.
Multe din lucrările lui de Chirico au fost inspirate de sentimete introspective evocate de călătorii. Născut în Grecia, din tată  italian și mamă greacă, Chirico a locuit și lucrat în Germania, Italia și Franța. Prezenta pictură a fost realizată în perioada când artistul plastic a locuit în Paris.

## Descriere
Pictura descrie gara de cale ferată Montparnasse din Paris, Franța. Lucrarea este un exemplu clasic al stilului artistic al lu Chirico, descriind subiectul dintr-o perspectivă unghiulară a unei poziționări arhitecturale, prezentând umbrele și culorile adânci ale unei seri timpurii.
La orizont se găsește un tren cu o locomotivă cu aburi, deasupra căreia plutește un nor alb reprezentând emisiunea locomotivei. Imaginea trenului apare de mai multe ori în lucrările lui Chirico, fiind una din temele sale vizuale repetitive. În colțul din dreapta jos, în prim plan, apare un mănunchi de banane necoapte, verzi, o altă din temele sale vizuale recurente (conform picturii Le Rêve Transformé).
În 1916, de Chirico a realizat o altă lucrare foarte diferită de aceasta, intitulată doar Melancolia plecării.